# Ostřice odchylná
Ostřice odchylná (Carex appropinquata, Vignea appropinquata, Carex paradoxa), je druh jednoděložné rostliny z čeledi šáchorovité (Cyperaceae). Někdy je udávána také pod jménem tuřice odchylná.

## Popis
Jedná se o rostlinu dosahující výšky nejčastěji 30–80 cm. Je vytrvalá a vytváří výrazné trsy. Listy jsou střídavé, přisedlé, s listovými pochvami. Lodyha je trojhranná, stejně dlouhá nebo delší než listy. Čepele listů jsou asi 2–4 mm široké, žlábkovité, dosti tuhé. Pochvy dolních listů jsou černohnědé a rozpadají se na podélná vlákna vytvářející čupřinu. Je to významný znak druhu, kterým se odlišuje od podobných druhů ostřice latnatá a ostřice přioblá. Ostřice odchylná patří mezi stejnoklasé ostřice, všechny klásky vypadají víceméně stejně a obsahují samčí i samičí květy. V dolní části klásku jsou samičí květy, v horní samčí. Klásky jsou uspořádány do cca 4–8 cm dlouhého složeného květenství, lichoklasu s náznakem laty klásků. Dolní větévky se totiž větví, postranní větve jsou krátké, kratší než u ostřice latnaté. Okvětí chybí. V samčích květech jsou zpravidla 3 tyčinky. Čnělky jsou většinou 2. Plodem je mošnička, která je tmavě hnědá, na vnější straně nápadně žilnatá, matná, cca 2,5–3 mm dlouhá, na vrcholu zakončená zobánkem. Každá mošnička je podepřená plevou, která je rezatá, bez suchomázdřitého lemu. Kvete nejčastěji v květnu až v červnu. Počet chromozómů: 2n=64.

## Rozšíření

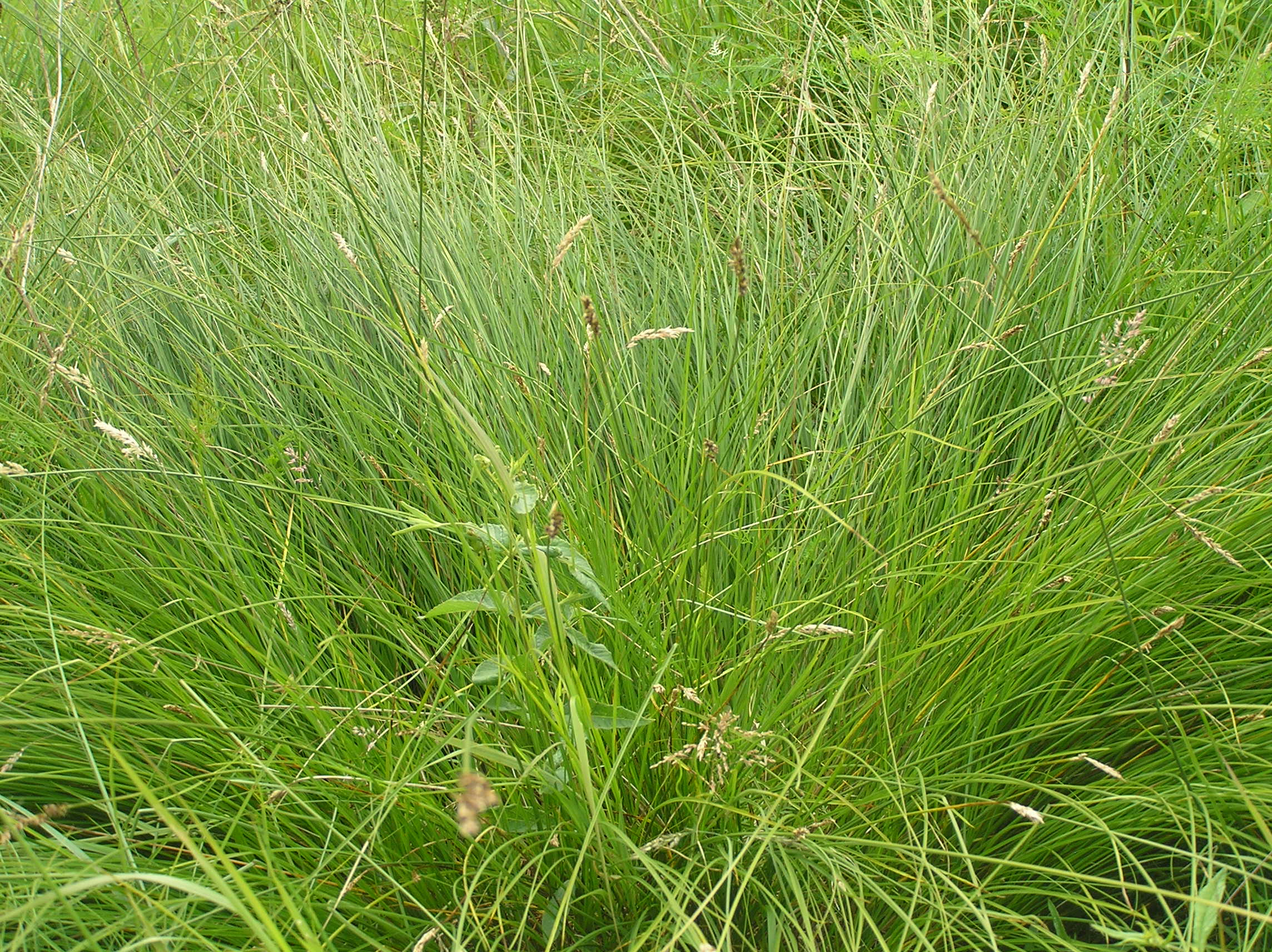
Trs ostřice odchylné

Ostřice odchylná roste na vhodných místech v Evropě, kromě jižní části, kde se vyskytuje jen málo. Dále je rozšířena na jižní Sibiři a na Kavkaze.

## Rozšíření v Česku
V ČR je to poměrně vzácný druh, který v posledních desetiletích ustoupil. Roste od nížin do podhůří. Je to silně ohrožený druh flóry ČR, kategorie C2. Jejím stanovištěm jsou hlavně rašelinné louky a slatiny, někdy se vyskytuje i v mokřadní olšiny.